# Guillermo McGill

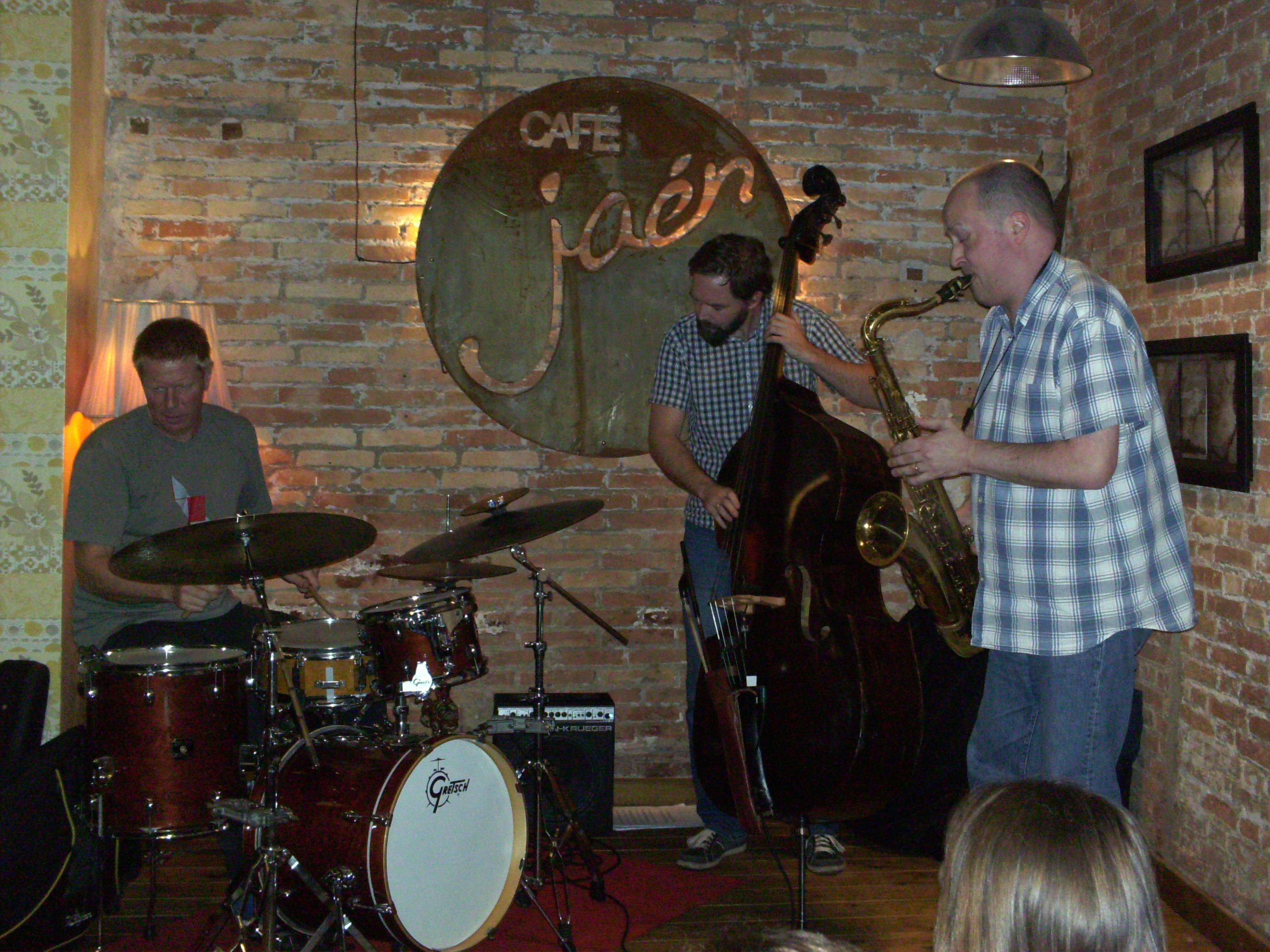
Guillermo McGill (2014, links)

Guillermo McGill Ferrari (* 23. September 1965 in Montevideo) ist ein uruguayischer Jazzmusiker (Schlagzeug, Perkussion).

## Leben und Wirken
McGill, der seit er zwölf Jahre alt war, in Barcelona lebte, begann bereits als Teenager mit der Band des Taller de Musics in Barcelona zu spielen, wo er von Aldo Caviglia ausgebildet wurde und dreimal hintereinander den ersten Preis beim Nationalen Jazzwettbewerb für junge Interpreten gewann. Bei Workshops wurde er von Musikern wie Thad Jones, Billy Higgins, Bill Dobbins, Joe Henderson, Barry Harris, Chuck Israels, Bob Moses oder Billy Hart unterrichtet. Er erhielt mehrere Preise mit der Gruppe Naima, mit der er auch im Fernsehen auftrat. Bereits 1986, als er nach Madrid zog, begann er mit der Flamenco-Tanzkompanie von Manuela Vargas zu arbeiten.
McGill wurde in den frühen 1990er Jahren Mitglied der Band von Chano Domínguez, mit dem er im Bereich des Flamenco Jazz bekannt wurde und mehrere Alben aufnahm. Bald begleitete er auch Sänger wie Enrique Morente, Esperanza Fernández, Carmen París oder Ana Salazar, für die er 2003 ein Album produzierte, und Flamenco-Fusionsmusiker wie Juan Manuel Cañizares, Carles Benavent oder Jorge Pardo.
Unter eigenem Namen hat er, zumeist in Quintettbesetzung, sechs Alben veröffentlicht, zunächst Los sueños y el tiempo (1999), Cielo (2002), Oración (2005) und Tan cerca (2008). Auf The Art of Respect (2013) spielte er mit Dave Liebman, John Abercrombie und George Mraz. Zuletzt erschien Es hora de caminar (Clandestino Records 2016, mit Perico Sambeat, Marco Mezquida, Javier Colina und dem Flamencogitarristen Juan Diego Mateos). Weiterhin arbeitete er mit Musikern wie Kenny Wheeler, Tete Montoliu, Hozan Yamamoto, Nono García, Wallace Roney, Wynton Marsalis, David Binney, Gonzalo Rubalcaba, Paolo Fresu, Joe Pass, Marc Johnson, Antonio Serrano und Julian Argüelles.